# دنیله بازلی
دنیله بازلی (ایتالیایی: Daniele Baselli؛ زادهٔ ۱۲ مارس ۱۹۹۲) بازیکن فوتبال اهل ایتالیا است.

## باشگاهی
از باشگاه‌هایی که در آن بازی کرده‌است می‌توان به چیتادلا، آتالانتا و تورینو اشاره کرد.